# Мистър Лий
Мистър Лий (на английски: Mr. Lee), рождено име Лий Хагард (на английски: Lee Hagard), е хаус музикант, рапър, диджей и музикален продуцент от Чикаго, САЩ. Известен е сред чикагските хаус музиканти като един от пионерите, които прокарват хип-хопа в жанра. Също така той помага на музиканта Ар Кели.
Мистър Лий е влизал три пъти в класациите за най-гореща танцувална музика/клубна музика с песните: Get Busy (#2/1989), Pump That Body (#1/1990) и Get Off (#32/1992).
Мистър Лий издава два албума, Get Busy през 1990 г. и I Wanna Rock Right Now през 1992 г.